# Médersa
 (décembre 2015).
Si vous disposez d'ouvrages ou d'articles de référence ou si vous connaissez des sites web de qualité traitant du thème abordé ici, merci de compléter l'article en donnant les références utiles à sa vérifiabilité et en les liant à la section « Notes et références ».

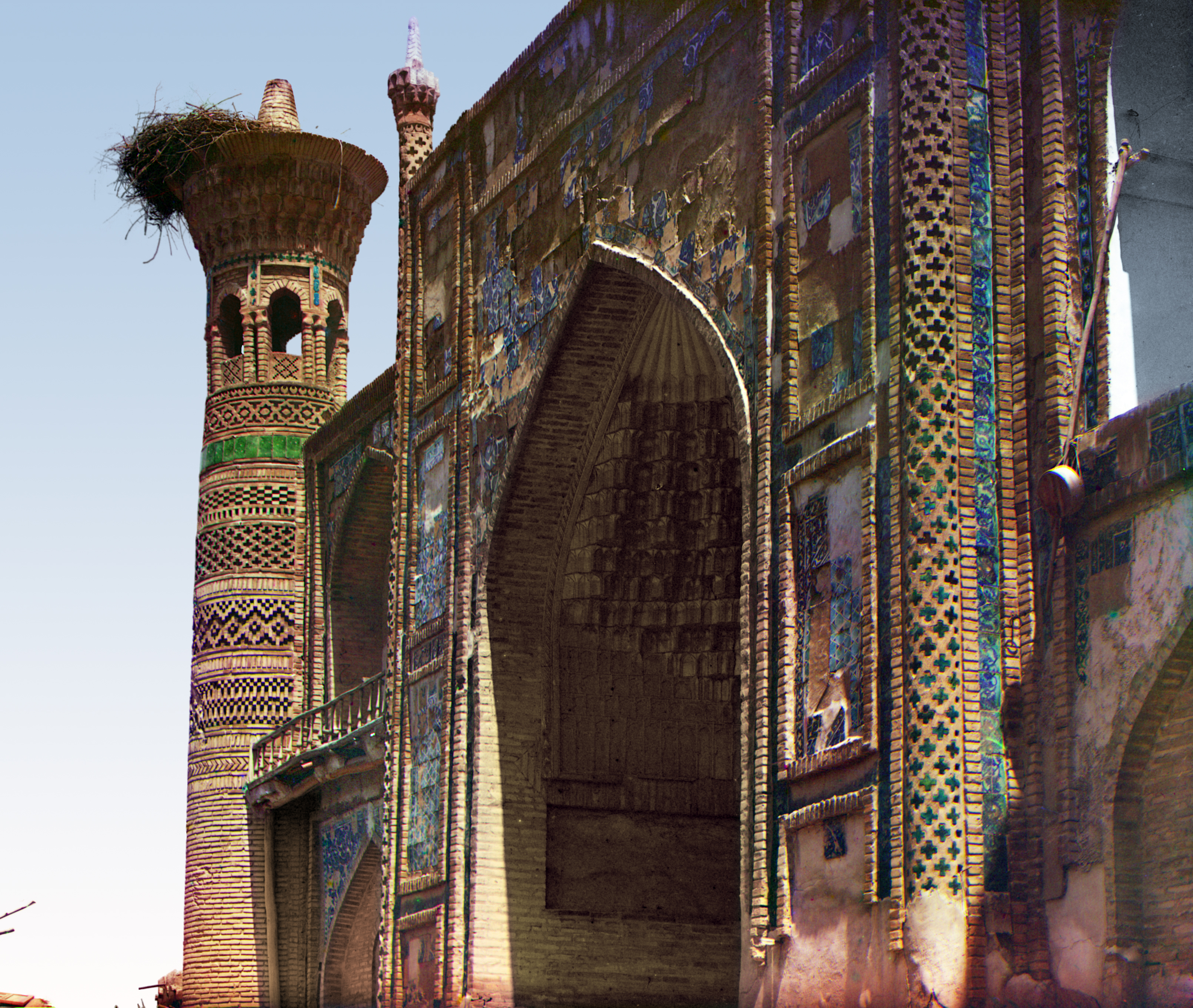
Médersa d'Topchi-Bashi à Boukhara, en Ouzbékistan actuel, vers 1912, photographie de Sergueï Prokoudine-Gorski.

Une médersa, ou madrassa (arabe : مدرسة, madrasa, pl. مدارس, madāris), ou école coranique, est une école théologique musulmane.
Les médersas sont toujours administrées par un waqf, fondation pieuse.
Cette appellation est à rapprocher de l'hébreu Midrash (מדרש), dont la racine signifie examiner, interroger en profondeur.
On trouve les formes :
- medrese, réservé aux écoles primaires, en Turquie ;
- madresé, en Iran (persan : madreseh, مدرسه).
- Mekteb désigne une école primaire et en Perse une école secondaire également.

## Histoire
À l'origine une médersa est un établissement d'enseignement (proche des universités médiévales) fondé pour la première fois aux alentours du Ve siècle  de l'Hégire (soit au XIIe siècle de l'ère chrétienne) afin d'assurer l'enseignement supérieur religieux et diffuser les doctrines sunnites. Habituellement, les élèves étaient logés dans l'établissement, et les services du waqf les prenaient en charge pour leur permettre de se consacrer à leurs études. Une autre de leurs caractéristiques est que les enseignants y étaient nommés par l'État.
La première madrasa fut fondée à Nishapur au XIe siècle de l'ère chrétienne par le vizir persan Nizam al-mulk [réf. nécessaire]. Il en fit construire bientôt d'autres dans les principales villes perses, comme Bagdad. La plus ancienne madrasa existante est la madrasa Gümüshtegin, à Bosra. Elle a été construite en 1136. La majorité des premières madrasas se trouvent en Anatolie.
À l'époque médiévale, le programme se concentre principalement sur l'exégèse coranique, la théologie, la jurisprudence et la loi islamique, et le hadith. La grammaire et la littérature arabes, les mathématiques, la logique et, dans certains cas, les sciences naturelles comme l'astronomie ou la médecine ont été étudiées dans certaines madrasas, selon l'institution,,,.
Dans les temps modernes, le terme madrasa désigne une institution où les sciences islamiques sont enseignées; un collège d'études supérieures, par opposition à une école élémentaire de type traditionnel (kuttab, Arabe: كُتَّاب kuttāb).

## Développement
Outre en Iran, on trouve des madrasas en Anatolie sous les Seldjoukides puis sous les Ottomans, en Syrie et en Égypte sous les Ayyoubides et les Mamelouks, en Tunisie, sous les Hafsides et les Husseinites, en Algérie aussi sous plusieurs dynasties du Maghreb central mais développées sous les Zianides avec d’ailleurs l’une des plus prestigieuses, la Médersa Tachfinia, mais aussi au Maroc avec la plus importante d'entre elles, la Médersa Bou Inania de Fès.
Les madrasas anatoliennes de la période seldjoukide se caractérisent par leur matériau, la pierre, et par leur cour étroite, voire inexistante en raison du climat froid de la région. Le portail est généralement prétexte à une débauche de décor sculpté. La tradition de la madrasa se poursuit en Anatolie aux XIVe et XVe siècles; ensuite, sous les Ottomans, ces édifices sont intégrés à d'immenses complexes.
Les Ayyubides fondèrent de nombreuses madrasas pour contrer le chiisme après la disparition des Fatimides en Égypte. Salah al-Din notamment, en fit construire de nombreuses au Caire et en Syrie, comme la madrasa Firdaws à Alep (1243). On trouve peut-être encore des influences anatoliennes dans ces bâtiments.

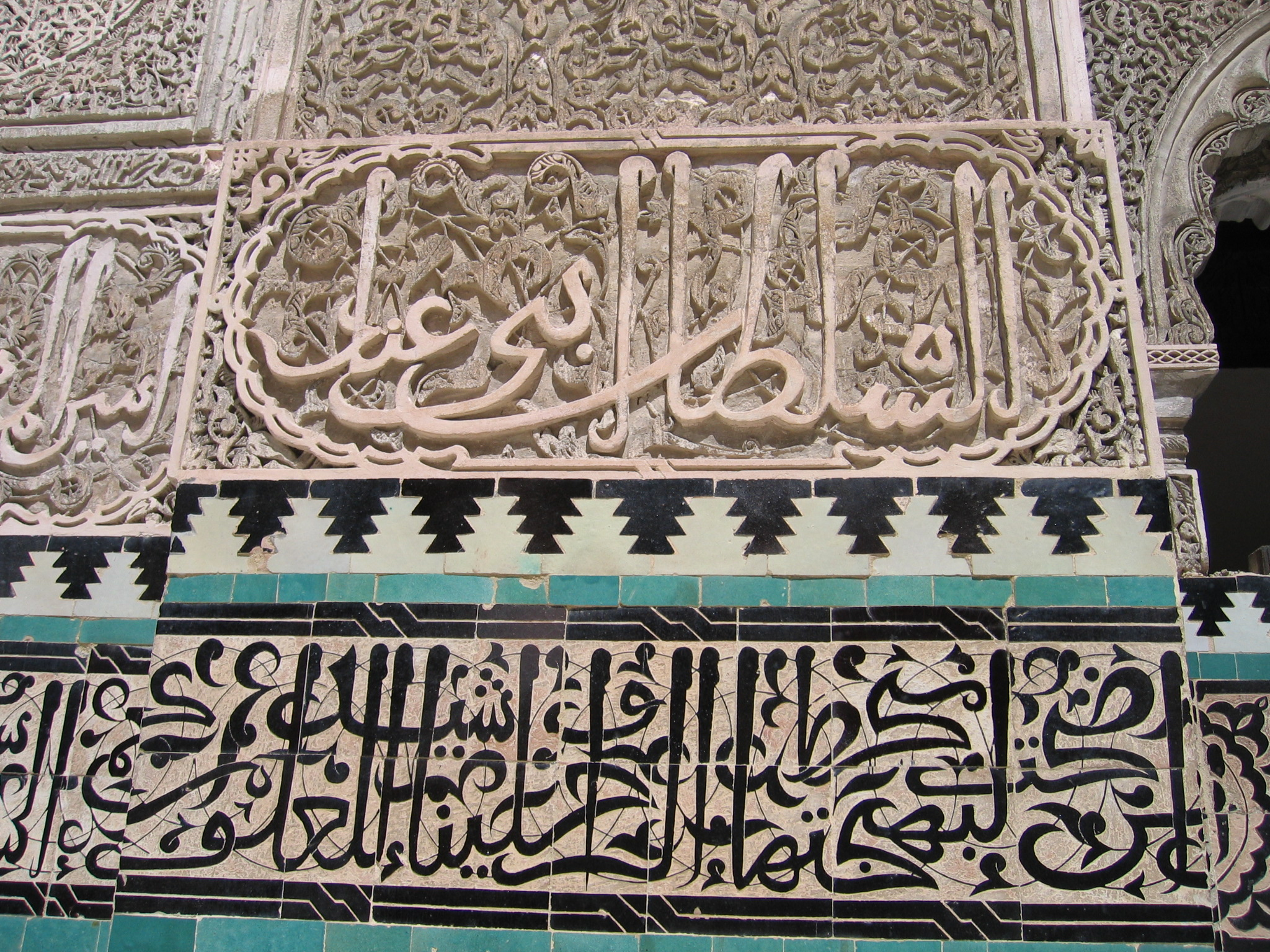
Bou Inania Madrasa, à Fès.

C'est sans doute à l'époque mamelouke que naquit le concept d'un iwan par école juridique, comme cela est expliqué dans l'acte de waqf du complexe de Sultan Hasan, au Caire[réf. nécessaire]. À cette époque, les madrasas étaient liées aux grands complexes sultaniens et émiraux. C'est dans celui de Qala'un que se trouve la première madrasa mamelouke bien conservée, mais celle du complexe de sultan Hasan est sans doute la plus belle.
À Ispahan se trouve une des plus anciennes madrasas conservées, la Shah-i Mashhad, datée de 1175. On connaît de nombreux exemples de madrasas dans tout le grand Iran, jusqu'en Inde, jusqu'au XVIIe siècle au moins. Dans ces régions particulièrement troublées, elles servaient mieux qu'ailleurs à diffuser les diverses propagandes. On en connaît aussi bien des sunnites que des chiites.
L'apparition de la madrasa au Maghreb est tardive (pas avant la chute de la dynastie Almohades), et a lieu dans un contexte de soufisme vivace. De rite essentiellement malikite, ces établissements servent principalement à étendre le soufisme à des populations nomades souvent encore non islamisées. On en trouve de nombreux exemples magnifiques notamment à Fez, comme la madrasa Attarin, la madrasa Bu' Inaniyya, à Marrakech avec la medersa Ben Youssef ou encore à Tlemcen avec la Medersa Khaldouniya.
En Espagne, l'enseignement avait lieu principalement dans les mosquées. On ne connaît donc qu'une seule madrasa dans cette région, qui dénote une importante influence mérinide : le palais de la Madraza ou Madrasa Yusuf Ier à Grenade, décorée de stucs peints.

## Exemples
Aux Comores, les medersas sont vues comme un modèle possible d'éducation démocratique sans discrimination car touchant supposément tout le monde. Aussi, à partir de 1976, les autorités des îles indépendantes y ont introduit des activités d'éveil pour les jeunes préscolaires. Depuis 1994, il existe un projet pour étendre les disciplines d'enseignement mais les maîtres s'y refusent sans contreparties financières.

## Illustrations

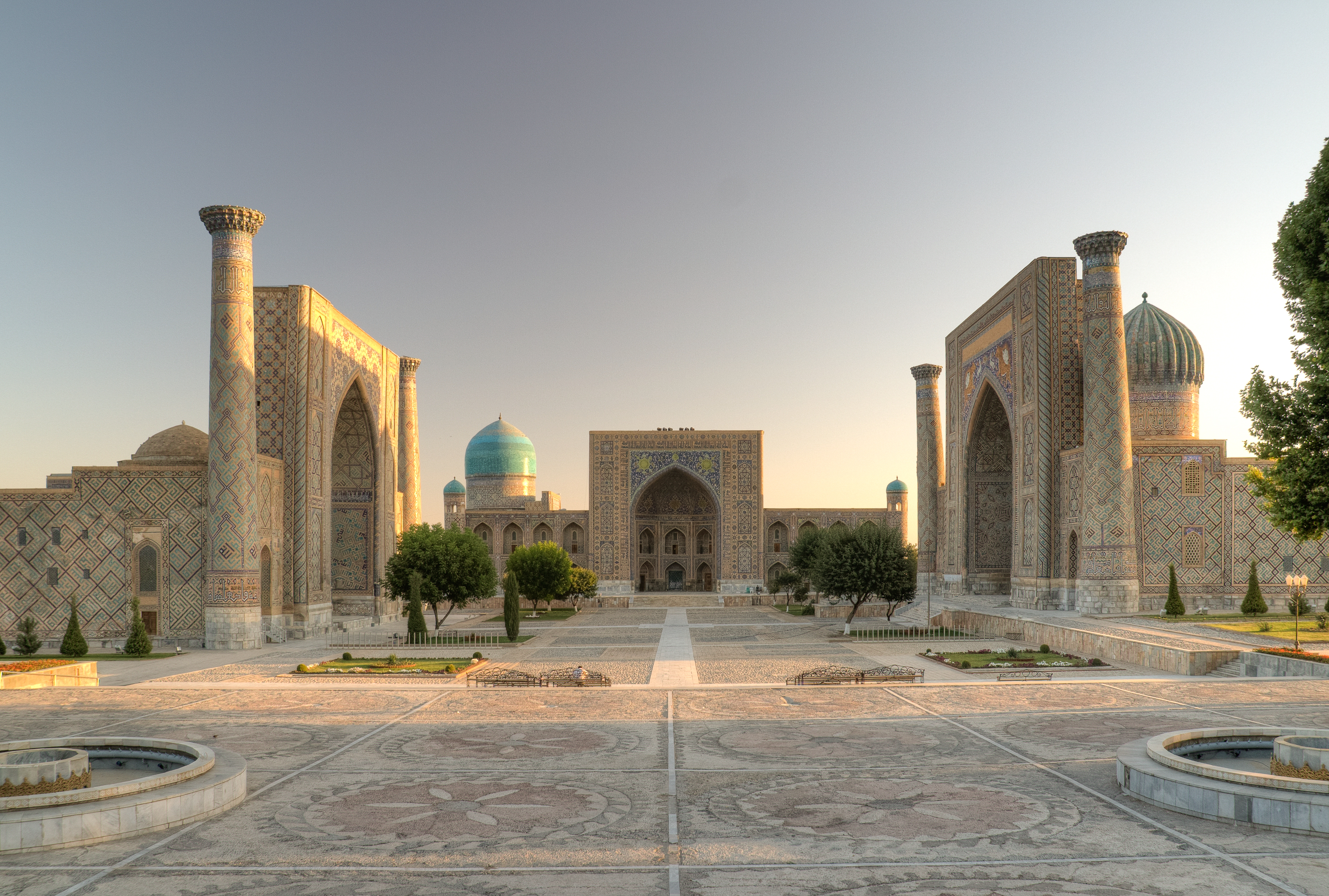
Deux des trois madrasas du Régistan à  Samarcande (Ouzbékistan).
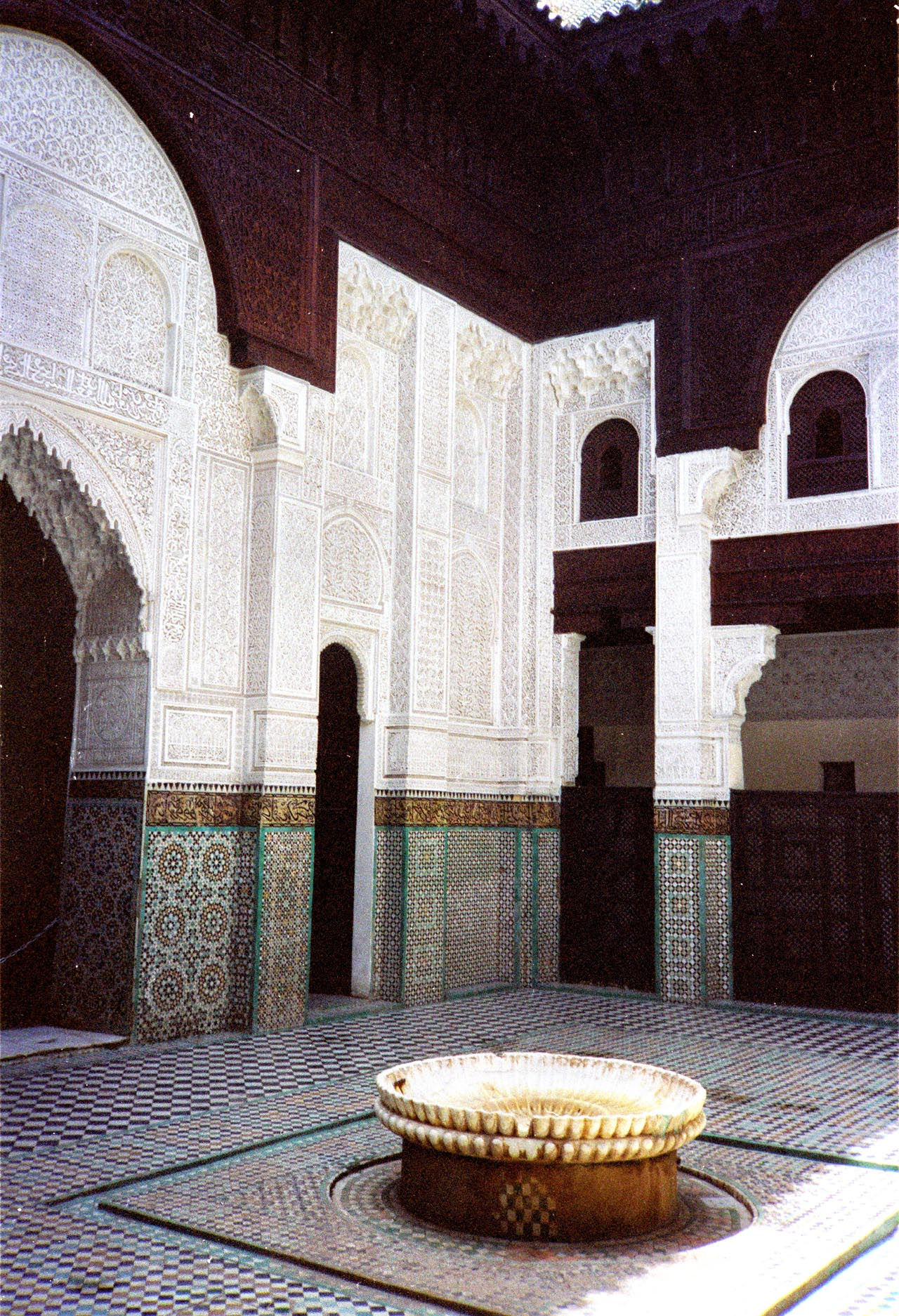
Medersa Bou Inania de Meknès.
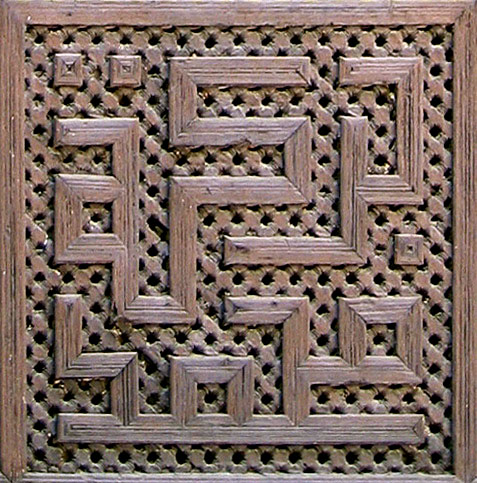
Détail d'une calligraphie coufique dans la cour de la medersa Bou Inania de Meknès[9].
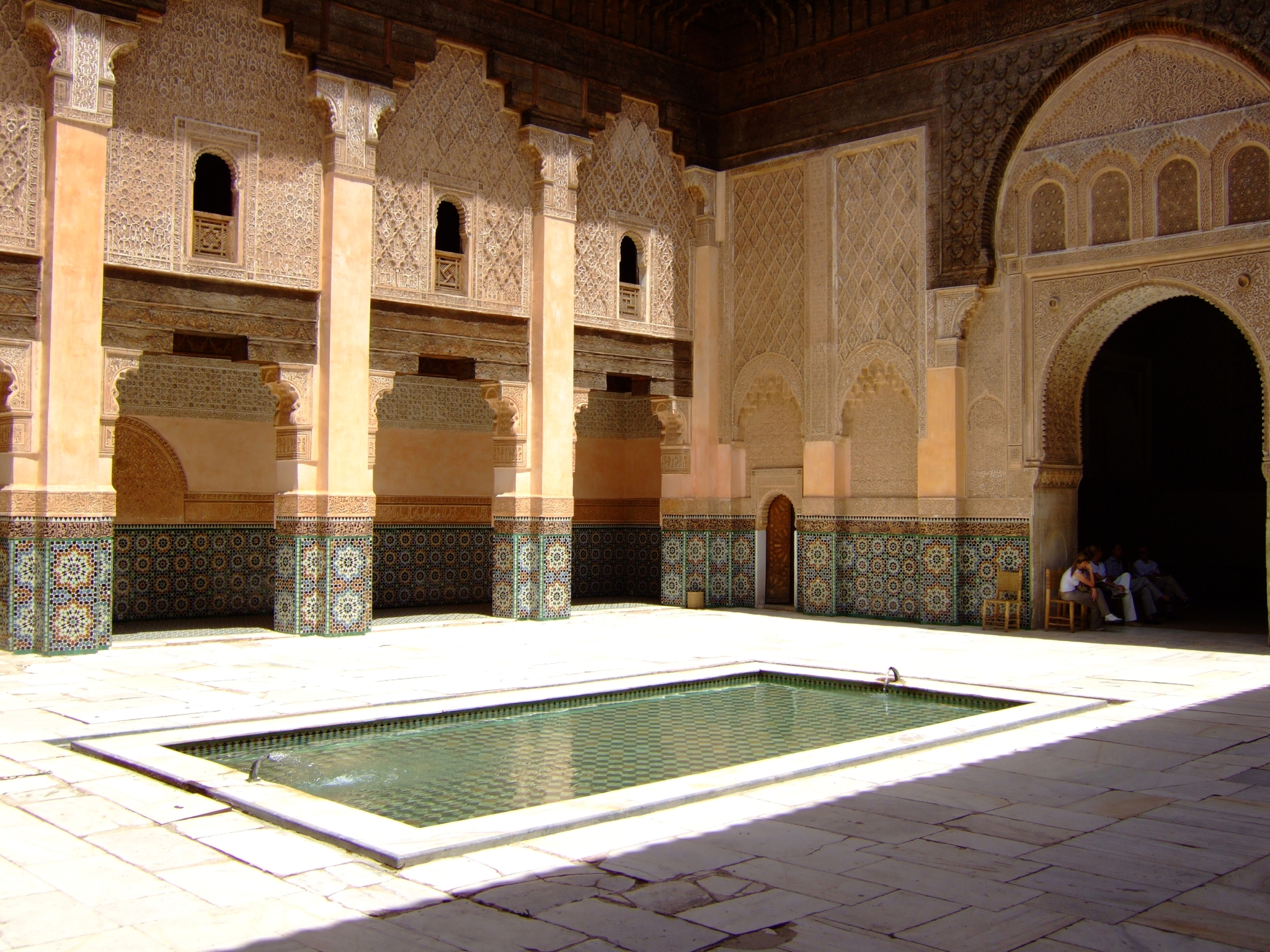
La cour intérieure de la Madrasa Ben Youssef de Marrakech.
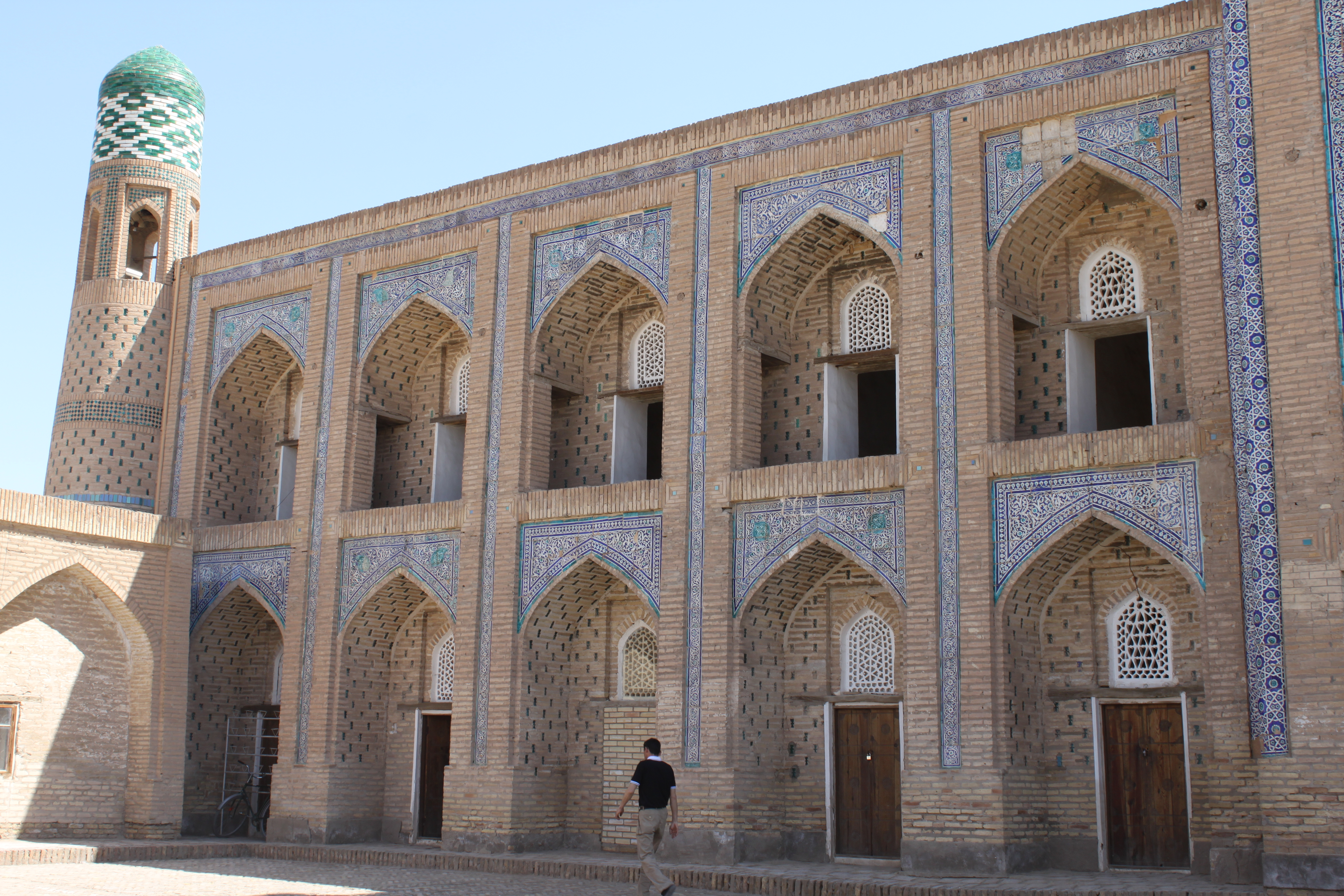
Portes des cellules des étudiants de la médersa Mohammed Rahim Khan de Khiva.